# Viviendas de Park Avenue
Las Viviendas de Park Avenue  es un distrito histórico ubicado en Nueva York, Nueva York. El Viviendas de Park Avenue se encuentra inscrito como un Hito Histórico Neoyorquino en la Comisión para la Preservación de Monumentos Históricos de Nueva York al igual que en el Registro Nacional de Lugares Históricos desde el 3 de enero de 1980. 

## Ubicación
Las Viviendas de Park Avenue se encuentra dentro del condado de Nueva York en las coordenadas 40°46′03″N 73°57′59″O / 40.7675, -73.966389.